# Fosse (comédie musicale)
Pour les articles homonymes, voir Fosse.
Fosse est une revue musicale en trois actes mettant en vedette les chorégraphies de Bob Fosse. La comédie musicale a été conçue par Richard Maltby Jr., Chet Walker et Ann Reinking.

## Ateliers et pré-Broadway
La première idée de Fosse a été conçue par Chet Walker, qui a participé à de nombreux spectacles de Bob Fosse et a été capitaine de danse. Walker a commencé des ateliers à New York, où il a embauché de nombreux danseurs pour commencer le processus de mise en place des nombreuses pièces de chorégraphie. Livent, une société de production théâtrale basée au Canada, était le producteur des ateliers et aussi de la tournée pré-Broadway. Fosse a commencé sa tournée à Toronto. Une période de répétition de deux mois a eu lieu dans les studios du Ballet national du Canada et un mois de représentations ont eu lieu au North York Performing Arts Theatre, maintenant connu sous le nom de Toronto Centre for the Arts, en juillet 1998. Le spectacle a ensuite été joué à Boston au Colonial Theatre, en septembre 1998. La dernière étape de la tournée avant Broadway était au Théâtre Ahmanson de Los Angeles, Californie, en octobre et décembre 1998. À Los Angeles, le spectacle a connu de nombreux changements. Les producteurs voulaient que le spectacle de trois heures et 10 minutes soit réduit à une version plus courte de deux heures et 30 minutes.

## Productions
Après 21 avant-premières, la production originale de Broadway a débuté au Broadhurst Theatre le 14 janvier 1999 et s'est terminée le 25 août 2001, après 1 093 représentations. La comédie musicale a été mise en scène par Richard Maltby Jr. et Ann Reinking, avec une chorégraphie originale de Bob Fosse. La co-chorégraphe était Ann Reinking, avec des recréations chorégraphiques de Chet Walker et des reconstitutions de danse par Lainie Sakakura et Brad Musgrove avec Gwen Verdon comme conseillère artistique.
En 2002, Fosse, mettant en vedette Reinking et Ben Vereen, a été diffusé dans le cadre de la série Great Performances à la télévision sur PBS. Une production londonienne a ouvert au West End Prince of Wales Theatre le 8 février 2000 et s'est terminée le 6 janvier 2001.
La comédie musicale n'a pas recréé les numéros musicaux tels que présentés à l'origine, mais plutôt des costumes en noir et blanc (y compris les chapeaux très importants), dans un cadre épuré.

## Numéros musicaux
| Acte I - Life is Just a Bowl of Cherries (Big Deal) - Fosse's World - Bye Bye Blackbird (Liza with a Z) - From the Edge (Dancin') - Percussion 4 (Dancin') - Big Spender (Sweet Charity) - Crunchy Granola Suite (Dancin') - From This Moment On (Kiss Me, Kate) - Transition (inspiré par Redhead) - I Wanna Be a Dancin' Man (Dancin') | Acte II - Shoeless Joe Ballet (Damn Yankees) - Dancing in the Dark - Steam Heat (The Pajama Game) - I Gotcha (Liza With a Z) - Rich Man's Frug (Sweet Charity) - Transition: Silky Thoughts - Cool Hand Luke - Dancin' Dan (Me and My Shadow) (Big Deal) - Nowadays/The Hot Honey Rag (Chicago) | Acte III - Glory (Pippin) - Manson Trio (Pippin) - Mein Herr (Cabaret) - Take Off with Us/Three Pas de Deux (All That Jazz) - Razzle Dazzle (Chicago) - Who's Sorry Now? (All that Jazz) - There'll Be Some Changes Made (All that Jazz) - Mr. Bojangles (from Dancin') - Life is Just a Bowl of Cherries (Reprise) - Sing, Sing, Sing (Dancin') - Rappel : Beat Me Daddy, Eight to the Bar (Big Deal) |

## Récompenses et nominations

### Production originale de Broadway
| Année | Récompense       | Catégorie                                           | Nommé(e)                           | Résultat   |
| ----- | ---------------- | --------------------------------------------------- | ---------------------------------- | ---------- |
| 1999  | Tony Award       | Best Musical                                        | Best Musical                       | Lauréat    |
| 1999  | Tony Award       | Best Performance by a Featured Actor in a Musical   | Desmond Richardson                 | Nomination |
| 1999  | Tony Award       | Best Performance by a Featured Actor in a Musical   | Scott Wise                         | Nomination |
| 1999  | Tony Award       | Best Performance by a Featured Actress in a Musical | Valarie Pettiford                  | Nomination |
| 1999  | Tony Award       | Best Direction of a Musical                         | Richard Maltby Jr. et Ann Reinking | Nomination |
| 1999  | Tony Award       | Best Orchestrations                                 | Ralph Burns et Douglas Besterman   | Lauréat    |
| 1999  | Tony Award       | Best Costume Design                                 | Santo Loquasto                     | Nomination |
| 1999  | Tony Award       | Best Lighting Design                                | Andrew Bridge                      | Lauréat    |
| 1999  | Drama Desk Award | Outstanding Musical Revue                           | Outstanding Musical Revue          | Lauréat    |
| 1999  | Drama Desk Award | Outstanding Featured Actress in a Musical           | Jane Lanier                        | Nomination |
| 1999  | Drama Desk Award | Outstanding Director of a Musical                   | Richard Maltby Jr. et Ann Reinking | Nomination |

### Production originale de Londres
| Année | Récompense             | Catégorie                  | Nommé(e)                  | Résultat   |
| ----- | ---------------------- | -------------------------- | ------------------------- | ---------- |
| 2001  | Laurence Olivier Award | Best New Musical           | Best New Musical          | Nomination |
| 2001  | Laurence Olivier Award | Best Actress in a Musical  | Nicola Hughes             | Nomination |
| 2001  | Laurence Olivier Award | Best Theatre Choreographer | Bob Fosse et Ann Reinking | Lauréat    |